# Martini Ranch
Martini Ranch war eine US-amerikanische New-Wave-Band.

## Geschichte
Die Band wurde 1982 von Andrew Todd Rosenthal gegründet. 1984 stieß der Schauspieler Bill Paxton zur Band, der zunächst für die Musikvideos verantwortlich war, sich später aber auch als Sänger und Texter einbrachte.
Ein Jahr später erhielt die Band einen Plattenvertrag beim Label Sire Records, auf dem 1986 die Debüt-Single How Can the Labouring Man Find Time for Self-Culture? erschien. Der Sound war stark von Devo inspiriert. An den Aufnahmen waren mit Mark Mothersbaugh, Alan Myers und Bob Casale auch drei Mitglieder dieser Band beteiligt.
1988 folgte die zweite Single Reach. Im dazugehörigen Musikvideo, das unter der Regie von James Cameron entstand, traten unter anderem Andrew Todd Rosenthal, Bill und Louise Paxton, Kathryn Bigelow, Bud Cort, Jenette Goldstein, Lance Henriksen, Adrian Pasdar, Judge Reinhold, Paul Reiser, Mark Rolston und Brian Thompson auf. Im gleichen Jahr erschien auf Sire das Album Holy Cow. 2007 wurde das Album vom Indie-Label Noble Rot neu aufgelegt. Nach Bill Paxtons Tod im Februar 2017 kündigte das Label Futurismo eine Vinyl-Wiederveröffentlichung von Holy Cow für Mai 2017 an.

## Diskografie
Album
- 1988: Holy Cow (Sire)

Singles
- 1986: How Can the Labouring Man Find Time for Self-Culture? (Sire)
- 1988: Reach (Sire)